# العروبة (الباب)
العروبة أو عرب ويران كما تعرف محليّاً، قرية سوريّة تتبع إداريّاً لمحافظة حلب منطقة الباب ناحية عريمة، بلغ تعداد سكانها 1,186 نسمة حسب التعداد السكاني لعام 2004.